# Гірничий закон України
Гірничий закон України (рос. Горный закон Украины, англ. mining law of Ukraine, нім. Berggesetz n der Ukraine) — закон, що визначає правові та організаційні засади проведення гірничих робіт, забезпечення протиаварійного захисту гірничих підприємств, установ та організацій в Україні.

## Ухвалення
Ухвалений 6 жовтня 1999 р.

## Зміст
Містить такі розділи:
- І. Загальні положення (терміни).
- ІІ. Державна політика в сфері регулювання гірничих відносин.
- ІІІ. Підготовка до проведення гірничих робіт і видобутку корисних копалин.
- IV. Експлуатація гірничих підприємств.
- V. Протиаварійний захист і безпека проведення гірничих робіт.
- VI. Особливості екологічної безпеки гірничих робіт.
- VII. Особливості умов праці в гірничодобувній промисловості.
- VIII. Припинення діяльності гірничих підприємств.
- ІХ. Відповідальність за порушення гірничого законодавства.
- Х. Міжнародні відносини.
- ХІ. Прикінцеві положення.